# Rezerwat przyrody Bukowa Góra (województwo lubuskie)

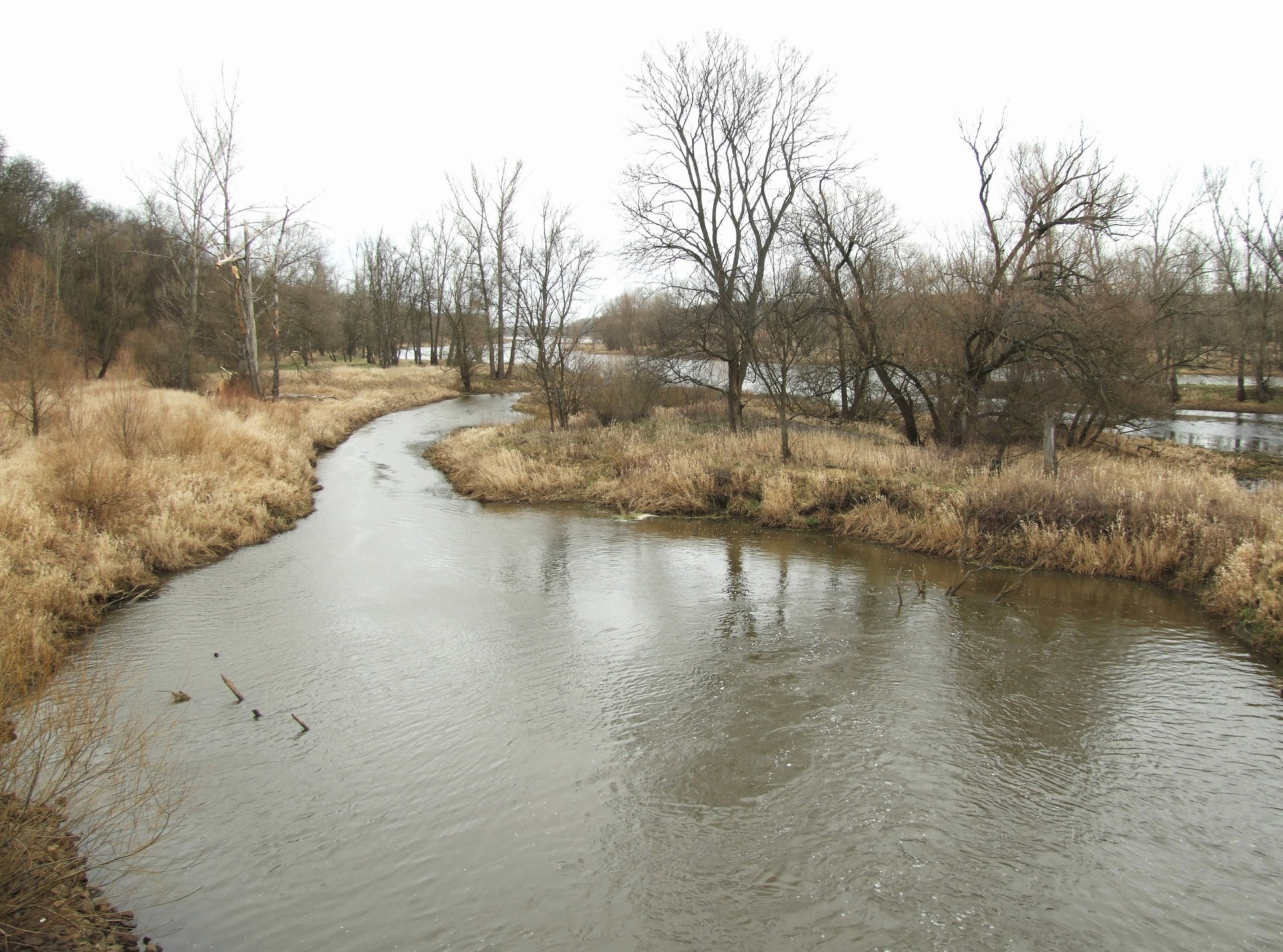
Ujście Śląskiej Ochli do Odry

Bukowa Góra – leśny rezerwat przyrody położony na terenie gminy Otyń w województwie lubuskim, w okolicach wsi Bobrowniki. Strome wzniesienie porośnięte bukiem i modrzewiem, przecinane wąwozami. Punkt widokowy na starorzecze Odry w miejscu, gdzie uchodzi do niej Śląska Ochla.

## Podstawa prawna
Nr rej. woj. – 1.

### Akt prawny obejmujący rezerwat ochroną
Zarządzenie Ministra Leśnictwa z dnia 30 listopada 1954 r. (Monitor Polski Nr 119 z 22 grudnia 1954 r., poz. 1683)

### Inne akty prawne dotyczące rezerwatu
- Obwieszczenie Wojewody Lubuskiego z dnia 16 stycznia 2002 r. (Dz. Urz. Województwa Lubuskiego Nr 12, poz. 144)
- Zarządzenie Nr 30/2011 Regionalnego Dyrektora Ochrony Środowiska w Gorzowie Wielkopolskim z dnia 7 lipca 2011 r. w sprawie rezerwatu przyrody "Bukowa Góra" (Dz. Urz. Województwa Lubuskiego z 2011 r. Nr 81, poz. 1562)
- Zarządzenie Regionalnego Dyrektora Ochrony Środowiska w Gorzowie Wielkopolskim z dnia 19 listopada 2020 r. w sprawie rezerwatu przyrody "Bukowa Góra" (Dz. Urz. z 2020 r. poz. 2640)

## Położenie
- województwo		– lubuskie
- powiat 		– nowosolski
- gmina 		– Otyń
- obręb ewidencyjny	– Bobrowniki[2]

Rezerwat leży w granicach dwóch obszarów sieci Natura 2000: siedliskowego „Nowosolska Dolina Odry” PLH080014 i ptasiego „Dolina Środkowej Odry” PLB080004.

## Właściciel, zarządzający
Skarb Państwa, Nadleśnictwo Przytok

## Powierzchnia pod ochroną
- 29,18 ha[1] (akt powołujący podawał 8,84 ha)
- dz. nr 941

## Opis przedmiotu poddanego ochronie
Najstarszy rezerwat w dawnym woj. zielonogórskim, położony jest w dorzeczu Odry i jej lewobrzeżnego dopływu Śląskiej Ochli. Rezerwat stanowi fragment lasu porastającego strome zbocze. Las spełnia ponadto dużą rolę zabezpieczającą przed erozją gleby. Skład drzewostanu: buk 5, modrzew europejski 3, dąb 1, sosna 1, pjd. Brz, Lp, Gb, Sw w VI i VII kl., zwarcie pełne. Gleba lekko gliniasta, piaszczysta, średnio zbielicowana, porośnięta miejscami mchem i trawą o na ogół ubogim runie. Dominują siedliska BMś i LMś, ze zdecydowaną przewagą LMś.

## Cel i rodzaj ochrony
Celem ochrony rezerwatu jest zachowanie ze względów naukowych, dydaktycznych i krajobrazowych drzewostanu naturalnego porastającego strome zbocze krawędzi doliny Odry.
Według obowiązującego planu ochrony ustanowionego w 2017 roku, obszar rezerwatu objęty jest ochroną czynną.
Nie podlega ochronie międzynarodowej.